# Cantone di Babahoyo
Il cantone di Babahoyo è un cantone dell'Ecuador che si trova nella provincia di Los Ríos.
Il capoluogo del cantone è Babahoyo.